# あきた十文字映画祭
あきた十文字映画祭（あきたじゅうもんじえいがさい）は、秋田県横手市十文字地域（旧平鹿郡十文字町）で毎年2月上旬から中旬にかけての時期に開催される映画祭。1991年に始まった。

## 概要
1991年、自主上映サークル「夜間飛行」のメンバーを中心に、スクリーンで映画を観る場が少なくなってきていた秋田県南部地区で「映画のある町づくり」を目指して企画された。第1回は1991年12月31日から1992年1月5日まで行われた。12月31日は『波の数だけ抱きしめて』『稲村ジェーン』をドライビングシアターで、1月1日から5日までは『ウホッホ探険隊』『サード』『砂の器』『遠雷』『ビルマの竪琴』『ダイ・ハード2』『男はつらいよ/ぼくの伯父さん』『ちびまる子ちゃん/ドラえもん』を上演した。4日には根岸吉太郎（監督）、永島敏行（俳優）、荒井晴彦（脚本家）、東海林良（作詞家）、白鳥あかね（スクリプター）、大高真寿美（NHKFM パーソナリティ）をゲストにまねき、シネマフォーラムがひらかれた。
第2回以降は、開催月を2月に変更した。第2回は、1993年2月11日から2月14日までの4日間開催された。日本映画では『寝盗られ宗助』『阿賀に生きる』『天空の城ラピュタ』『喜びも悲しみも幾歳月』『ファンシイダンス』『無能の人』『空がこんなに青いわけがない』『シコふんじゃった』、外国映画では、『ヒンドとカミリアの夢』（1988年、インド、ムハマド・カーン監督）、『ざくろと笛』（1989年、イラン、サイード・エブラヒミファル監督）、『ジャッカルの夜』（1989年、シリア、アブドラルラティフ・アブドルハミド監督）、『ビレッジボーイ』（1990年、マレーシア、アザド・カーン監督）、『スワミー』（1987年、インド、シャンカール・ナグ監督）などを上演している。シネマフォーラムは、周防正行（監督）、柄本明（監督・俳優）、永島敏行（俳優）、清水美砂（女優）、白鳥あかね、荒井晴彦、寺脇研（映画評論家）がゲストとして参加した。
以後、現在まで最新の邦画、新人監督、アジア圏映画の3つが映画祭の柱となっている。

## ゲスト俳優一覧

### 男性
- 奥田瑛二、永島敏行、豊川悦司、柄本明、塩屋俊、大杉漣、阿部寛、佐藤浩市、北村一輝、高岡蒼佑、役所広司、國村隼、松重豊、山本浩司、柳葉敏郎、若林豪、袴田吉彦、チョウ・バンホウ、大和武士、岡田義徳、草野慶太、柄本佑、奥村公延、島田達樹、木下ほうか、伊藤淳史、新井浩文、三浦誠己、久野雅弘、斎藤歩、浅利陽介、細川茂樹、関裕也、山下徹大、山田キヌヲ、川瀬陽太、綾田俊樹、田口トモロヲ、桐山漣、西島秀俊、伊勢谷友介、品川徹、田中洋之助、柄本時生

### 女性
- 清水美砂、江口のりこ、余貴美子、山口智子、松坂慶子、服部妙子、吉行和子、安部聡子、渡辺美佐子、大竹一重、藤本喜久子、大路恵美、佐藤仁美、佐藤康恵、岡元夕紀子、粟田麗、三輪明日美、小沢まゆ、須之内美帆子、ひふみかおり、西田尚美、唯野未歩子、黒川芽以、齋藤桂子、村松恭子、松本夢子、重村真智子、安藤さくら、宮田早苗、藤真美穂、山崎ハコ、菜葉菜、森下くるみ、白都真理、志田未来